# Louvières-en-Auge

Louvières-en-Auge este o comună în departamentul Orne, Franța. În 1 ianuarie 2022 avea o populație de 95 de locuitori.